# Blyglete
Blyglete, även glete eller blyockra, är ett gult eller orange/ockrafärgat pigment bestående av blymonoxid. Vanliga synonymer är massicot (silverglete/silverglitt) och litharge (guldglete/guldglitt), vilka i snävare definitioner också kan representera olika varianter av blyglete.
I den internationella pigmentdatabasen Colour Index har blyglete namnet Pigment Yellow 46 och nr C.I. 77577. Blyglete förväxlas lätt med det likaledes gula pigmentet bly-tenngult.
Blyglete är ett av de äldsta pigment man känner till i keramik. Det var vanligt i det medeltida kalkmåleriet och till Sverige importerades pigmentet då vanligen från Tyskland. Blyglete har även använts för enkaustik (vaxmålning) och illuminering av handskrifter.
Inom byggnadsmåleriet har blygletets viktigaste roll varit som sickativ i linoljefärg, alltså som tillsats för att förkorta oljans torkningstid. Den kraftiga effekt som blyglete har på torktiden, har hindrat dess användning som pigment i just oljefärger.
Blyglete har dålig beständighet och är giftigt, och det är idag ersatt av andra pigment.

## Massicot och litharge
Massicot och litharge används ofta som synonymer, med tillägg av färg för att beskriva vilken typ som avses, men snävare definitioner representerar namnen två skilda former av blyglete.
|  | Massicot (massikot) är gult och kan framställas genom varsam rostning av blyvitt vid omkring 300°C. Det är denna variant som även kallas silverglitt eller silverglete. |
|  | Litharge har rödare toner. Det kan framställas genom att exponera smält bly för luftens syre, varvid ett orange skikt av litharge bildas på ytan. Detta har en kristallstruktur som skiljer det från massicot, men det har även inslag av blymönja (blyrött) (Pb3O4) i sig. Denna variant kallas även guldglitt eller guldglete. Massicot som upphettas till över 488,5°C, med lufttillgång, omvandlas till litharge. |